# Gloria (Rutter)

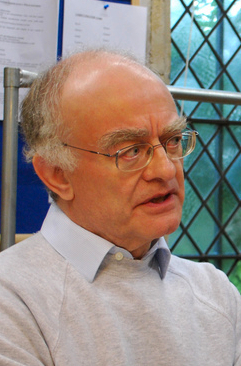
Komponist John Rutter (2012)

Das Gloria des englischen Komponisten John Rutter ist ein dreisätziges Werk von etwa 16 Minuten Länge. Es wurde 1974 komponiert und uraufgeführt.
Rutter vertont wie viele Komponisten vor ihm den lateinischen Text des Gloria aus der Liturgie. Rutter beschrieb es als „abwechselnd erhaben, hingebungsvoll und jubelnd“.

## Besetzung
Rutter schrieb das Gloria für vierstimmig gemischten Chor, großes Blechbläserensemble, Orgel und Schlagwerk (Pauken und weitere Percussionsinstrumente). Besonders prägend ist dabei der volle, mit 4 Trompeten, 3 Posaunen und Tuba besetzte Bläsersatz. Diese Besetzung verleiht dem Gloria eine enorme Klangfülle, die die Herrlichkeit (lat. gloria) gleichsam hörbar macht. Bei Aufführungen wird anstatt der Orgel manchmal ein Klavier verwendet, insbesondere im zweiten Satz.

## Die drei Sätze

### 1. Satz
Der erste Satz, allegro vivace, hat ein rasches und bewegtes Tempo und ist zum größten Teil forte. Bläsersatz und Chor wechseln einander ab wie in einem Dialog.

### 2. Satz
Der zweite Satz, andante, ist wesentlich ruhiger. Er wird durch einen ostinatoartigen Grundrhythmus der Orgel bestimmt. Abgesehen von einem Höhepunkt in voller Lautstärke etwa in der Mitte ist der Satz durchgehend piano gehalten. Nach einer längeren Einleitung der Orgel mit ihrem Grundostinato und einem kurzen Choreinsatz nimmt ein ruhiger, langsamer Bläsersatz ohne Chor den wesentlichen Teil vor dem Höhepunkt ein. Nach dem Höhepunkt in voller Chor- und Instrumentenbesetzung folgt ein getragener A-cappella-Chorsatz, der sich bis zum Schluss fortsetzt, wo der Chor abschließend vom bekannten Orgelostinato begleitet wird.

### 3. Satz
Nach dem ruhigen zweiten Satz wirkt der dritte, vivace e ritmico, wie ein abschließendes Feuerwerk. Er überbietet an Lautstärke und Tempo den ersten Satz. Besonders deutlich wird dies gegen Ende des Satzes, wo sich im „Amen“ nahezu durchgehend alle Instrumente und Sänger in voller Lautstärke immer weiter steigern und das Werk so zu seinem absoluten musikalischen Höhepunkt führen, der Wiederkehr des Anfangsmotivs und Anfangstextes Gloria in excelsis Deo in einem majestätischen, langsameren Tempo. Dies gibt den drei Sätzen einen Rahmen und verbindet sie zu einer Gesamtheit. In einem abschließenden „Amen“, wieder im schnellen Tempo, und einer Coda aller Instrumente ohne den Chor endet das Werk mit einer für John Rutter typischen Klangfülle, wie sie sich auch in anderen seiner Werke, z. B. im Magnificat oder im Te Deum, wiederfindet.